# Patricio Bustos
Patricio Edwin Bustos Streeter (Antofagasta, 1950-Santiago, 4 de junio de 2018) fue un médico cirujano y político chileno, que se desempeñó como director nacional del Servicio Nacional para la Prevención y Rehabilitación del Consumo de Drogas y Alcohol (SENDA), durante el segundo gobierno de Michelle Bachelet entre febrero de 2017 y junio de 2018.

## Estudios y profesional
Realizó sus estudios superiores en la carrera de medicina en la Universidad de Concepción, y luego cursó un diplomado en gestión y liderazgo directivo en la Universidad de Santiago de Chile. Militante del Movimiento de Izquierda Revolucionaria (MIR) durante la década de 1970, fue preso político, torturado y exiliado durante la dictadura militar del general Augusto Pinochet, en 1976.
Tras su regreso a Chile en la década de 2000, tuvo una larga trayectoria como servidor público desempeñándose en diversos cargos en ámbito de la salud, por ejemplo como Secretario Regional Ministerial (Seremi) de Salud y de Gobierno en la comuna de Antofagasta durante el gobierno del presidente Ricardo Lagos; director del Servicio de Salud de la comuna de Iquique; jefe de gabinete de la Subsecretaría de Salud durante el primer gobierno de Michelle Bachelet; encargado de Administración de la División de Programas de Salud, y encargado de Proyectos y Atención Integral de CONASIDA, entre otros.
También se desempeñó como director del Servicio Médico Legal (SML) durante casi una década, entre 2007 y 2016, cargo en el cual fue designado tras postular a través del Sistema de Alta Dirección Pública (SADP). En ese cargo, ayudó a la resolución de la muerte de Eduardo Frei Montalva y la identificación de víctimas de la dictadura asesinadas y enterradas en el llamado «Patio 29», del Cementerio General de Santiago.
Asimismo, mediante ese concurso, el 7 de febrero de 2017 fue designado como director nacional del Servicio Nacional para la Prevención y Rehabilitación del Consumo de Drogas y Alcohol (SENDA). Se mantuvo en el cargo hasta su fallecimiento ocurrido la madrugada del 4 de junio de 2018, a causa de una afección respiratoria producida por un cáncer pulmonar del que se encontraba en tratamiento. Su funeral se realizó en el Parque de La Paz, ubicado en la comuna de Peñalolén.

## Homenajes
En octubre de 2018, fue inaugurada en su nombre la «Farmacia Comunal Dr. Patricio Bustos Streeter», ubicada en el frontis del edificio que alberga el gimnasio municipal de la comuna de Macul. La institución, pasó a ser integrante de la Asociación Chilena de Farmacia Populares (ACHIFARP).
El 31 de agosto de 2022, el Servicio Médico Legal (SML) realizó una ceremonia para nombrar como "Dr. Patricio Bustos Streeter" el Auditorio principal del edificio institucional de Avenida La Paz 1012 ubicado en la comuna de Independencia.